# Kopeček (Králíky)
Kopeček (německy Muttergottesberg) je samota, část města Králíky v okrese Ústí nad Orlicí. Nachází se asi dva kilometry jihovýchodně od Králíků. Kopeček leží v katastrálním území Dolní Hedeč o výměře 3,83 km².

## Historie
První písemná zmínka o vesnici pochází z roku 1790.
| Rok            | 1869 | 1880 | 1890 | 1900 | 1910 | 1921 | 1930 | 1950 | 1961 | 1970 | 1980 | 1991 | 2001 | 2011 | 2021 |
| -------------- | ---- | ---- | ---- | ---- | ---- | ---- | ---- | ---- | ---- | ---- | ---- | ---- | ---- | ---- | ---- |
| Počet obyvatel | 18   | 10   | 20   | 23   | 27   | 30   | 29   | 12   | 81   | 87   | 57   | 41   | 25   | .    | 0    |

## Pamětihodnosti
V prostoru Kopečku leží klášter Hora Matky Boží, který je hlavním poutním místem královéhradecké diecéze.